# Louis Sallenave
Pour les articles homonymes, voir Sallenave.
Louis Sallenave, né le 18 mars 1888 à Pau (Pyrénées-Atlantiques) et mort le 5 janvier 1981 dans la même ville, est un homme politique français. Il est maire de Pau du 25 octobre 1947 au 26 mars 1971.
Louis Sallenave est le père de Pierre Sallenave, député puis sénateur des Pyrénées-Atlantiques, et le frère d'Henri Sallenave, grand sportif et pionnier de l'aviation.

## Son parcours
Louis Sallenave est le fils cadet d'une famille de commerçant, droguiste dans le centre-ville de Pau. Il fait ses études au Lycée de Pau. À la Belle Époque, Pau est la destination de villégiature d'une partie de la noblesse européenne, notamment anglaise, séduite par la douceur du climat et la qualité de l'air. Il grandit dans une cité qui a alors une vie culturelle intense. Acteur de théâtre amateur et musicien, il croise notamment Gabriel Fauré. Passionné de montagne, il est associé aux activités de son frère, Henri Sallenave, qui fut le premier à introduire le ski alpin dans les Pyrénées. En 1909, il aide son frère qui installe à l'aérodrome de Pau, à la demande de Blériot, la première école d'aviation au monde. Il côtoie alors Blériot et les Frères Wright.
Petit-neveu d'Emile Garet, député de 1882 à 1885 et Président du conseil général des Basses-Pyrénées de 1889 à 1904, proche de Léon Gambetta, il acquiert jeune homme des convictions politiques fortement républicaines.
Il est mobilisé en 1914 au sein de son régiment, le 18e RI. Il participe à l'ensemble des batailles dans lesquels son régiment est impliqué tout au long du conflit : notamment Charleroi, la Marne, Verdun, le Chemin des Dames et la grande offensive de 1918. Brancardier, il  est promu au grade de caporal et décoré de la Croix de Guerre.
Retournant à Pau en 1918, il reprend le commerce familial qu'il développe. Il se marie en 1920 avec Jeanne Lapuyade. Naissent de leur union cinq enfants dont un décédera très jeune.
Dans les années 1920 et 1930, il s'investit fortement dans l'Amicale des Anciens Combattants du 18 RI, dont il devient le Président en 1923. Il inaugure alors le monument construit à la gloire du 18e, don d'une riche américaine en remerciement de la part décisive que ce régiment, alors régiment Royal Auvergne, prit dans la bataille de Yorktown en 1781. En 1929, il défile avec ses camarades devant la statue du Maréchal Foch à Londres, sur invitation de la British Legion.

## L'homme politique
Il entre comme Maire Adjoint au Conseil Municipal de Pau en 1932 à 1940, dont il démissionne en refusant d'être nommé par le nouveau régime de Vichy et non pas élu. En 1942, à la barbe des allemands qui occupent Pau au moment de l'invasion de la zone dite libre, il sauvegarde à son domicile les drapeaux des régiments d'une partie des régions militaires rapatriés à Pau après la débâcle, ceci à la demande du colonel commandant alors la caserne Bernadotte. Il restitue ces drapeaux à la Libération aux autorités de la République.
En 1947, il est élu pour la première fois Maire de Pau. Il le sera durant quatre mandats successifs. Centriste, non inscrit, il rassemble sur ses listes les représentants de l'ensemble des sensibilités politiques allant de la SFIO jusqu'à la droite républicaine. En 20 ans, la population paloise double. Il favorise le développement économique de l'agglomération, dopé par la découverte de gisements de gaz à Lacq. Son équipe municipale réalise de grands programmes d"infrastructures : création d'un ensemble d'établissements scolaires représentant plus de 1000 classes, des programmes de logements sociaux, la création de l'Aéroport Pau-Pyrénées situé sur la commune d'Uzein, la création du Parc des expositions de Pau, la rénovation de l'hôpital de Pau, la création de l'Université de Pau et des Pays de l'Adour, la construction du Pont d'Espagne. Il met en œuvre un vaste schéma d'urbanisme permettant l'extension de la commune notamment grâce à la "coulée verte" dans le Nord de l'agglomération. Il organise l'accueil des rapatriés d'Algérie en 1962.
Il participe au prestige de la ville en accueillant présidents français (Vincent Auriol, Charles de Gaulle, Georges Pompidou alors premier ministre) et chefs d'État étrangers (notamment dans le cadre de la conférence des États indochinois en 1950, la reine du Danemark, le roi de Suède, Nikita Khrouchtchev en 1960). Il  fait transformer en musée la maison natale de Bernadotte, devenu Charles XIV Jean de Suède, après avoir été général de la Révolution et maréchal de l'Empire. Il renoue ainsi les liens entre la ville et la famille royale de Suède. En 1953, il organise le quadri-centenaire de la naissance d'Henri IV de France. il admirait en lui sa tolérance et son pragmatisme.
Il développe les relations avec la ville de Saragosse et l'Aragon voisin, et ceci malgré le régime franquiste. Il met en place un jumelage entre Pau et la ville britannique de Bath, en souvenir du passé anglais de la ville.
En 1971, il se retire de la politique. Il se consacre alors à sa famille, à la peinture et la rédaction de ses mémoires, qui paraissent en 1973 sous le titre Souvenirs d'un Maire du Béarn.

## Citations
« Messieurs, je suis heureux de vous accueillir au pays où le bon roi Henri inventa la poule au pot et où la S.N.P.A. découvrit, plus tard, le gaz pour la cuire ! »